# EFL Trophy
EFL Trophy, tidigare: Football League Trophy, är det allmänna namnet på en engelsk fotbollsturnering för fotbollsklubbar i de två lägre divisionerna i The Football League. Det officiella namnet ändras efter namnet på sponsorn. Mellan 2000 och 2006  kallades den LDV Vans Trophy och har därefter kallats Johnstone's Paint Trophy, Checkatrade Trophy och Leasing.com Trophy innan det nuvarande namnet Papa Johns Trophy. Cupen kom till eftersom lag från lägre divisioner ofta åker ut snabbt i FA-cupen och engelska ligacupen.

## Final
Finalen har sedan 1985 spelats på gamla Wembley Stadium och nya Wembley Stadium med undantag för åren 2001-2007 då finalen spelades på Millennium Stadium i Cardiff.

## Vilka får vara med?
I denna cup får bara lag från League One och League Two delta. Sedan säsongen 2016/2017 får även 16 akademilag vara med i tävlingen.

## Tidigare namn
- Associate Members' Cup (1983-84)
- Freight Rover Trophy (1984-87)
- Sherpa Van Trophy (1987-89)
- Leyland DAF Cup (1989-91)
- Autoglass Trophy (1991-94)
- Auto Windscreens Shield (1994-2000)
- LDV Vans Trophy (2000-2006)
- Football League Trophy (2006 – bara finalen, men det officiella osponsrade namnet sedan 1992)
- Johnstone's Paint Trophy (2006–2016)
- Checkatrade Trophy (2016–2019)
- Leasing.com Trophy (2019–2020)
- Papa Johns Trophy (2020–)

## Tidigare Finaler
The Associate Members Cup
- 1983/84 - AFC Bournemouth - Hull City 2 - 1

The Freight Rover Trophy
- 1984/85 - Wigan Athletic - Brentford 3 - 1
- 1985/86 - Bristol City - Bolton Wanderers 3 -0
- 1986/87 - Mansfield Town - Bristol City 1 - 1 efter förlängning, Mansfield Town vann med 4-3 efter straffar

Sherpa Vans Trophy
- 1987/88 - Wolverhampton Wanderers - Burnley 2 - 0, Matchen sågs av 80 841 åskådare, den högsta publiksiffran i en Football League Trophy-final.
- 1988/89 - Bolton Wanderers - Torquay United 4 - 1

Leyland DAF Cup
- 1989/90 - Tranmere Rovers - Bristol Rovers 2 - 1
- 1990/91 - Birmingham City - Tranmere Rovers 3 - 2

Autoglass Trophy
- 1991/92 - Stoke City - Stockport County 1 - 0
- 1992/93 - Port Vale - Stockport County 2 - 1
- 1993/94 - Swansea City - Huddersfield Town 1 - 1 efter förlängning,  Swansea City vann med 2-0 efter straffar

Autowindscreens Shield
- 1994/95 - Birmingham City - Carlisle United 1 - 0
- 1995/96 - Rotherham United - Shrewsbury Town 2 - 1
- 1996/97 - Carlisle United - Colchester United 0 - 0 efter förlängning, Carlisle United vann med 4-3 efter straffar
- 1997/98 - Grimsby Town - AFC Bournemouth 2 - 1
- 1998/99 - Wigan Athletic - Millwall 1 - 0
- 1999/00 - Stoke City - Bristol City 2 - 1

LDV Vans Trophy
- 2000/01 - Port Vale - Brentford 2 - 1
- 2001/02 - Blackpool - Cambridge United 4 - 1
- 2002/03 - Bristol City - Carlisle United 2 - 0
- 2003/04 - Blackpool - Southend United 2 - 0
- 2004/05 - Wrexham - Southend United 2 - 0

Football League Trophy
- 2005/06 - Swansea City - Carlisle United 2 - 1

Johnstone's Paint Trophy
- 2006-07 - Doncaster Rovers - Bristol Rovers 3 - 2, efter förlängning, 2-2 vid full tid.
- 2007-08 - Milton Keynes Dons - Grimsby Town 2 - 0
- 2008-09 - Luton Town - Scunthorpe United 3 - 2, efter förlängning, 2-2 vid full tid.
- 2009-10 - Southampton - Carlisle United 4-1
- 2010-11 - Carlisle United - Brentford 1-0
- 2011-12 - Chesterfield  - Swindon Town 2 – 0
- 2012-13 - Crewe Alexandra - Southend United 2–0
- 2013/14 - Peterborough United - Chesterfield 3-1
- 2014/15 - Bristol City FC - Walsall FC 2-0
- 2015/16 - Barnsley FC - Oxford United FC 3-2

Checkatrade Trophy
- 2016/17 – Coventry City – Oxford United 2–1
- 2017/18 – Lincoln City – Shrewsbury Town 1–0
- 2018/19 – Portsmouth – Sunderland 2–2 efter förlängning, Portsmouth vann med 5–4 efter straffar

Leasing.com Trophy
- 2019/20 – Salford City – Portsmouth 0–0 efter förlängning, Salford City vann med 4–2 efter straffar

Papa Johns Trophy
- 2020/21 – Sunderland – Tranmere Rovers 1–0
- 2021/22 – Rotherham United – Sutton United 4–2, efter förlängning, 2–2 vid full tid.